# Serviço de Ensino Vocacional
O Serviço de Ensino Vocacional foi uma forma de ensino oferecida por algumas escolas públicas do Estado de São Paulo, entre 1960 e 1969. Foi também o nome de um órgão composto pelos supervisores de cada uma das áreas e uma equipe pedagógica, além da coordenadora geral, a educadora Maria Nilde Mascellani, e que respondia diretamente ao gabinete do Secretário da Educação, em paralelo à estrutura burocrática da Secretaria. As escolas com esse sistema existiram nas cidades de Americana, Batatais, Barretos, Rio Claro, São Caetano do Sul e São Paulo, entre 1962 e 1969, até serem extintos pela ditadura militar, que os considerou subversivos.

## Características
- Pesquisa junto à comunidade: favorecia o trabalho coletivo do planejamento curricular, o que trazia a realidade social para dentro da escola, levando em consideração as expectativas, as necessidades e os problemas mais cruciais da população
- Processo de avaliação: considerado revolucionário por substituir as notas por conceitos; os alunos se autoavaliavam em relação aos objetivos, aos métodos e estratégias, conteúdos, conceitos, atitudes e se atribuíam um conceito que era confrontado no Conselho de Classe.[1]